# Ratskammer

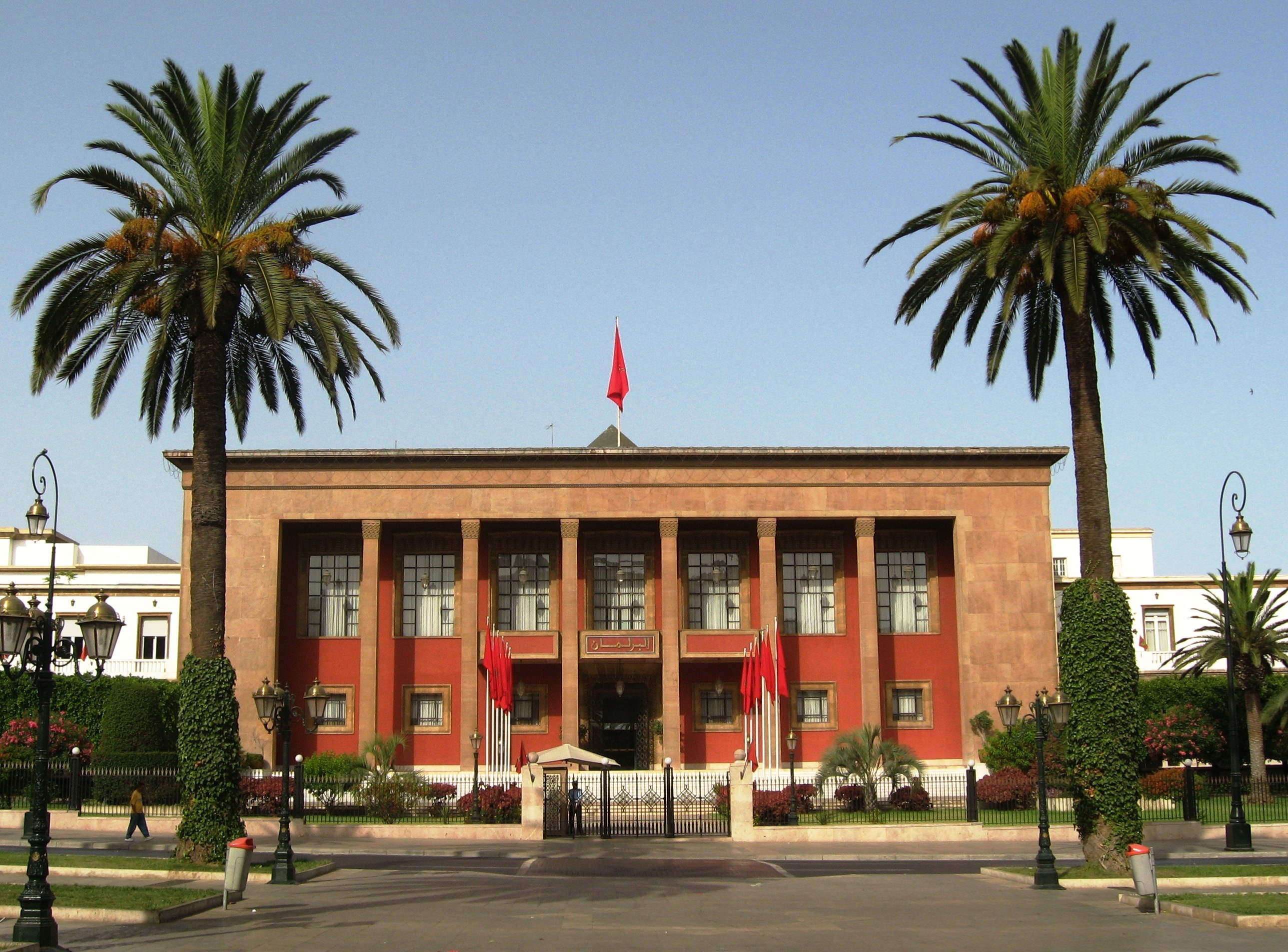
Sitz der Ratskammer im Parlamentsgebäude in der Hauptstadt Rabat

Die Ratskammer (arabisch مجلس المستشارين, DMG Maǧlis al-Mustašārīn maʒlis al-mustaʃaːriːn; berberisch ⴰⵙⵇⵇⵉⵎ ⵏ ⵉⵏⵙⴼⴰⵡⵏ Asqqim n Insfawn; französisch Chambre des conseillers) ist das Oberhaus im Zweikammersystem der konstitutionellen Monarchie Marokkos. Als Unterhaus fungiert die Repräsentantenversammlung.
In der Kammer sitzen 120 Abgeordnete, die indirekt für eine Amtszeit von sechs Jahren gewählt werden.
Der Sitz befindet sich im Parlamentsgebäude in der Hauptstadt Rabat.